# Mary Rockwell Hook

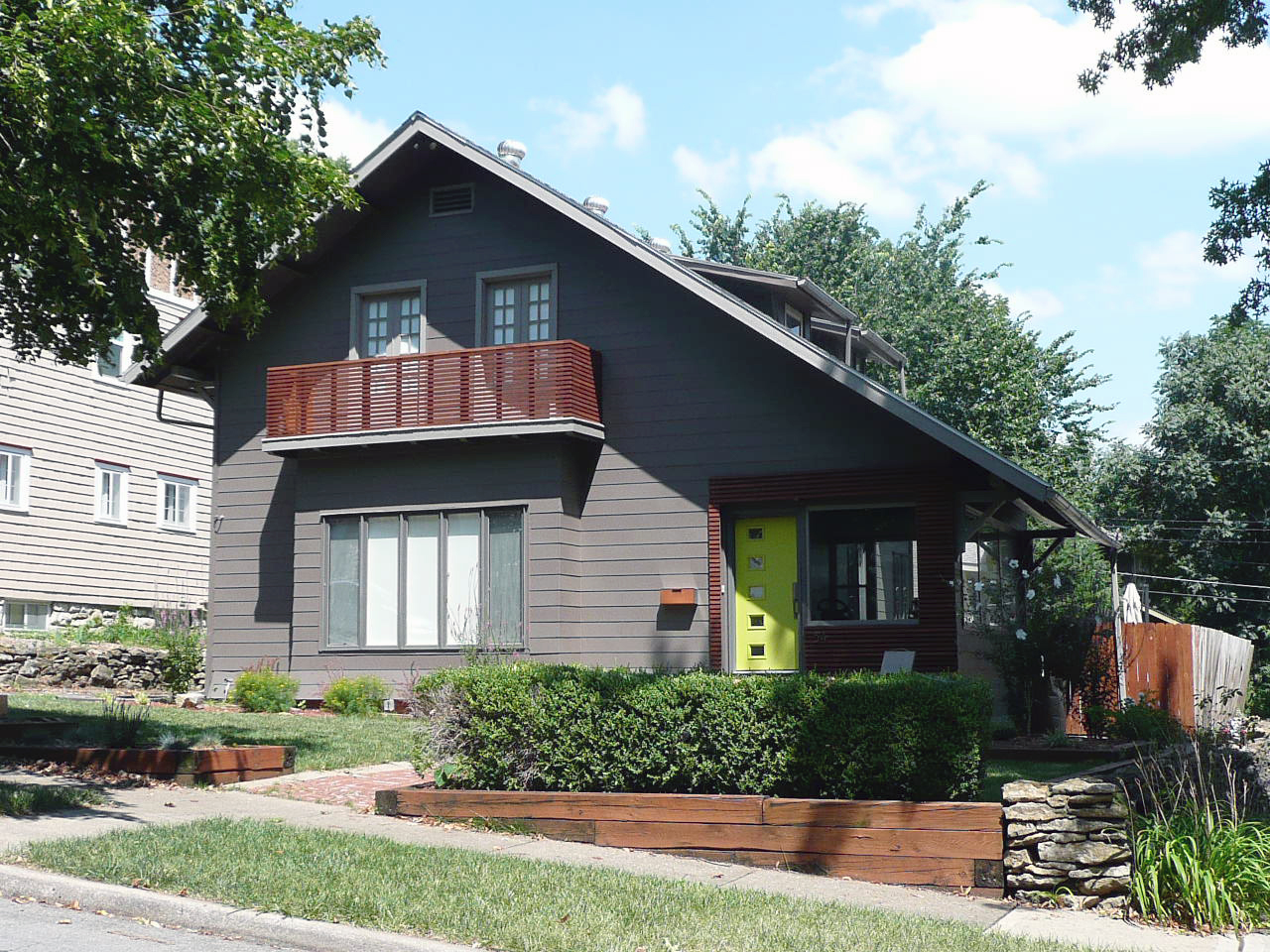
Casa en 54 E. 53rd, Kansas, 1908

Mary Rockwell Hook (8 de septiembre de 1877 – 8 de septiembre de 1978) fue una arquitecta americana pionera en su campo. Trabajó principalmente en la Ciudad de Kansas, Misuri pero diseñó en todo Estados Unidos. Su admisión en el Instituto americano de Arquitectos (AIA) fue denegada debido a su género.
Más adelante fue reconocida por su trabajo, incluyendo el AIA, en su 100º cumpleaños. Según el Archivo Internacional de Mujeres en Arquitectura, "Mary Rockwell Hook será recordada, no solo por ser una mujer trabajadora en un campo de hombres, sino por ser una diseñadora de éxito que dejó su marca en el ámbito de la arquitectura."
Entre 1910 y 1930 había cinco mujeres trabajando como arquitectas en el área de la Ciudad de Kansas. Hook fue la única en conseguir un reconocimiento más amplio.: 24 

## Biografía

### Vida personal
Nacida en Junction City, Kansas, Mary fue la hija de Bertrand Rockwell (1844-1930), un mercader del grano y banquero exitoso, y Julia Marshall Snyder (1850-1947), la primera historiadora de la parroquia conocida hoy como Grace and Holy Trinity Cathedral de la Diócesis Episcopal de Misuri del Oeste, en la Ciudad de Kansas, Misuri. En 1906, la familia de Rockwell se mudó a la Ciudad de Kansas. Mary Rockwell se casó con Inghram D. Hook (1883-1973), un abogado, en 1921.

### Educación
Mary Rockwell Hook se graduó en Wellesley College en 1900. En 1903 fue la única mujer que se matriculó en su clase en el departamento de arquitectura del Instituto de Arte de Chicago. En 1905 Hook fue a París a estudiar bajo la supervisión de Marcel Auburtin en la École des Beaux-Arts.

Según la autobiografía de Hook, decidió convertirse en arquitecta después de un viaje familiar en el extranjero en 1902:

"Fue durante un viaje de regreso a casa desde las Filipinas cuando decidí que alguien debía mejorar el diseño de los edificios utilizados por nuestro gobierno en el extranjero. Decidí ir a casa y estudiar arquitectura."

### Discriminación de género
Como mujer estudiante en una escuela predominantemente masculina, Hook sufrió discriminación de género. En 1906, durante sus exámenes finales en un estudio de École des Beaux-Arts, alumnos franceses le lanzaron cubos de agua mientras huía a través del patio.
El periódico The Kansas City Star más tarde escribió que fue una era en la que "los arquitectos hombres se oponían abiertamente a que las mujeres ingresaran en la profesión."
La discriminación no acabó al graduarse. El Instituto americano de Arquitectos denegó la admisión de Hook debido a su género. Aun así, en su 100.º cumpleaños, la organización profesional la homenajeó con una placa por su destacado servicio. Residentes de la Ciudad de Kansas celebraron la ocasión organizando visitas a las casas que diseñó en la localidad.

## Carrera e impacto

### Pine Mountain Settlement School
Sobre 1913 cuando Katherine Pettit y Ethel de Long Zande estaban preparando la fundación de la Pine Mountain Settlement School, Ethel de Long Zande escribió a Mary Rockwell Hook para solicitarle que diseñara el campus. Hook más tarde describió Pine Mountain como un "mundo del siglo XVIII"  donde "no hay ningún pueblo que dañe el pacífico paisaje, donde trenes, motores, y goma de mascar no han penetrado todavía."
Después de estudiar el área, los tres acordaron que las tierras más bajas serían cultivadas para alimentar a la escuela, mientras que las tierras más empinadas serían utilizadas para la construcción. Los edificios públicos serían centrales, y las cabañas estarían en los bordes del valle.
El primer proyecto de Hook en la construcción del campus fue la renovación de una cabaña de madera en ruinas llamada Vieja Casa de Madera. Posteriormente diseñó una cabaña de madera para Pettit. Hook trabajó en sus diseños con recursos locales, incluyendo castaños, álamos, robles y  rocas. El campus contaba con un molino, pero llevó más de un año cortarlo y desplazarlo a Laurel House, el comedor de la escuela.
Hool permaneció vinculada a la escuela como miembro del Consejo de Fidecomisarios hasta los 90 años. Pine Mountain Settlement School está inscrita en el Registro Nacional de Sitios Históricos y es un sitio histórico nacional.

### Hook y Remington
En 1923 Hook regresó a la Ciudad de Kansas y empezó la firma arquitectónica Hook y Remington con Eric Douglas Macwilliam Remington (1893-1975) como socio.

### Casa Blanca
A pesar de sufrir ceguera en sus últimos años, Hook ideó diseños y ofreció ideas para modificar la Casa Blanca.

### Estilo arquitectónico

#### Ciudad de Kansas
Mary Rockwell Hook comenzó sus diseños en la Ciudad de Kansas a la temprana fecha de 1908 y completó su trabajo más ilustre en las décadas de 1920 y 1930 en el área de Sunset Hills. Muchos de sus diseños en Sunset Hills son un tributo a los estilos arquitectónicos que presenció en Europa y Asia Oriental durante los viajes realizados en su infancia. La arquitectura italianizante de Hook puede ser identificada por la conjunción de ladrillo, piedra y materiales antiguos con azulejos, frescos y cristales con plomo. La propia casa de Hook, la cual diseñó en 1925, es un ejemplo de residencia italianizante.   Nueve de sus trabajos en la Ciudad de Kansas fueron estudiados en el Registro Nacional de Sitios Históricos en el área de estudio de "Recursos Temáticos", y fueron registrados en el Registro Nacional.
Los trabajos en la Ciudad de Kansas incluyen:
1. House at 54 E. 53rd Terrace, 54 E. 53rd Terr., Kansas City, Misuri, registrada en NRHP
2. Bertrand Rockwell House, 1004 W. 52nd St., Kansas City, Misuri, registrada en NRHP
3. Emily Rockwell Love House, 5029 Sunset Dr., Kansas City, Misuri, registrada en NRHP
4. Robert Ostertag House, 5030 Summit St., Kansas City, Misuri, registrada en NRHP
5. Pink House, 5012 Summit St., Kansas City, Misuri, registrada en NRHP
6. House at 5011 Sunset Drive, 5011 Sunset Dr., Kansas City, Misuri, registrada en NRHP
7. Jacobs Floyd House, 5050 Sunset Dr., Kansas City, Misuri, registrada en NRHP
8. Mary Rockwell Hook House, 4940 Summit St., Kansas City, Misuri, registrada en NRHP
9. Four Gates Farm / Marvin Gates Residence, at 13001 Little Blue Road, RFD #3, Kansas City, Misuri, registrada en NRHP

#### Cayo Siesta
Después de adquirir 55 acres (220,000 m²) en propiedad sobre el golfo de Cayo Siesta, Florida, Hook desarrolló parte del área diseños, como una capilla exterior para la iglesia de San Bonifacio. Diseñó 'Arenas Susurrantes' como un santuario para escritores y artistas, y diseñó casas en Sandy Hook, un área residencial arquitectónicamente creativa. Hook diseñó una casa con forma octagonal para Sandy Hook.

### Innovaciones arquitectónicas

#### Empleando el terreno natural
Mary Rockwell Hook fue la primera arquitecta de la Ciudad de Kansas en incorporar formaciones naturales en sus diseños. Cuando desarrolló este estilo en Cayo Siesta, el periódico local Sarasota Herald-Tribune describió el trabajo de Hook "traer los exteriores al interior, muchas de las casas que diseñó en Cayo Siesta reflejaron esta tendencia antes de convertirse en popular."

#### Energía solar
En Cayo Siesta, Hook utilizó un colector solar para calentar agua para un complejo turístico en 1937.

#### Otras innovaciones
Mary Rockwell Hook fue también la primera arquitecta de la Ciudad de Kansas en utilizar paredes de hormigón aislante. Además, una de sus casas diseñadas fue la primera en la Ciudad de Kansas en incluir una piscina privada, mientras que otra fue la primera en tener un garaje adjunto.